# 동해중앙초등학교
동해중앙초등학교는 대한민국 강원특별자치도 동해시에 있는 공립 초등학교이다.

## 학교 연혁
- 1941년 7월 25일 송정공립국민학교 부설 천곡간이학교 개교식 거행(설립인가 7월 1일)
- 1942년 12월 31일 천곡공립국민학교로 승격
- 1981년 3월 8일 병설유치원 1학급 개편
- 1982년 2월 10일 신축 교사로 이전
- 1982년 3월 1일 동해중앙국민학교로 개명
- 1982년 4월 16일 신축교사 준공(개교일로 정함)
- 1996년 3월 1일 동해중앙초등학교로 개명
- 2008년 12월 23일 동해중앙교육관 준공
- 2010년 1월 25일 7월 1일로 개교기념일 변경
- 2012년 2월 10일 제65회 졸업(총 6,293명)
- 2012년 3월 1일 26학급 편성(유치원 1학급)
- 2012년 3월 1일 제25대 문병주 교장 취임
- 2021년 3월 1일 제28대 최의헌 교장 취임

## 참고 자료
- 동해중앙초등학교 - 한국교육학술정보원 학교알리미